# ベレン・ガルシア
ベレン・ガルシア・エスピナール（Belén García Espinar, 1999年7月26日 - ）は、スペイン出身のレーシングドライバー。
同郷のレーシングドライバー、マルタ・ガルシアとの血縁関係はない。

## 経歴
ベレン・ガルシアはスペイン・バルセロナ近郊の小さな村、ラメトリャ・デル・バリェス（英語版）で生まれ育つ。両親はスペインで計時会社「アル・カメル・システムズ」を経営しており、父ホセ・ルイスはプロのラリードライバーでもある。
レース活動と並行しつつ、ガルシアはクラブ・アトレティック・グラノリェースに所属する棒高跳びの選手として陸上競技へ出場している。

## キャリア

### カート
2015年より「スペイン・カート選手権（英語版）」へ出場してカートレーサーとしてデビューする。2018年には、シニア・KZ2（英語版）クラスで総合10位となる。

### ジュニア・フォーミュラ
2019年、グローバル・レーシング・サービスから「F4・スペイン選手権（英語版）」へ参戦。フォーミュラカーレースへ活動の場を移した。開幕戦ナバラ・サーキット・レース2にてヨーロッパで女性初のF4優勝を果たすが、その後のベストリザルトが7位にとどまる。最終順位はネレア・マルティ（英語版）と同点の35ポイントで総合15位となり、フィーメイル・トロフィー部門のタイトルを獲得した。同年の「FIA モータースポーツ・ゲームス（英語版）」のF4カップでスペイン代表として出場し、12番グリッドから6位入賞を果たした。

### Wシリーズ
ガルシアは2020年の女性版F3選手権「Wシリーズ」への出場権を確保した。さらに「フォーミュラ・ルノー・ユーロカップ（英語版）」への参戦も決まる。しかし新型コロナウイルス感染症の世界的流行により「Wシリーズ」が中止に追い込まれ、「フォーミュラ・ルノー・ユーロカップ」では所属チームとなるグローバル・レーシング・サービスが撤退したため、1年間レースのシートを失うこととなってしまう。その後、一時的にカートレースへ復帰し「スペイン・カート選手権（英語版）」へ出場する。KZカテゴリーで元F1ドライバーのロベルト・メリを抑え総合7位となった。父と共にNM・レーシング・チームから「スペイン・耐久選手権」の最終戦（モーターランド・アラゴン）へ出場する。ジネッタ・G55 GT4（英語版）に乗り、レース1を6位、レース2を10位でフィッシュした（ゲストドライバーとしてのエントリーであるためポイント対象外）。

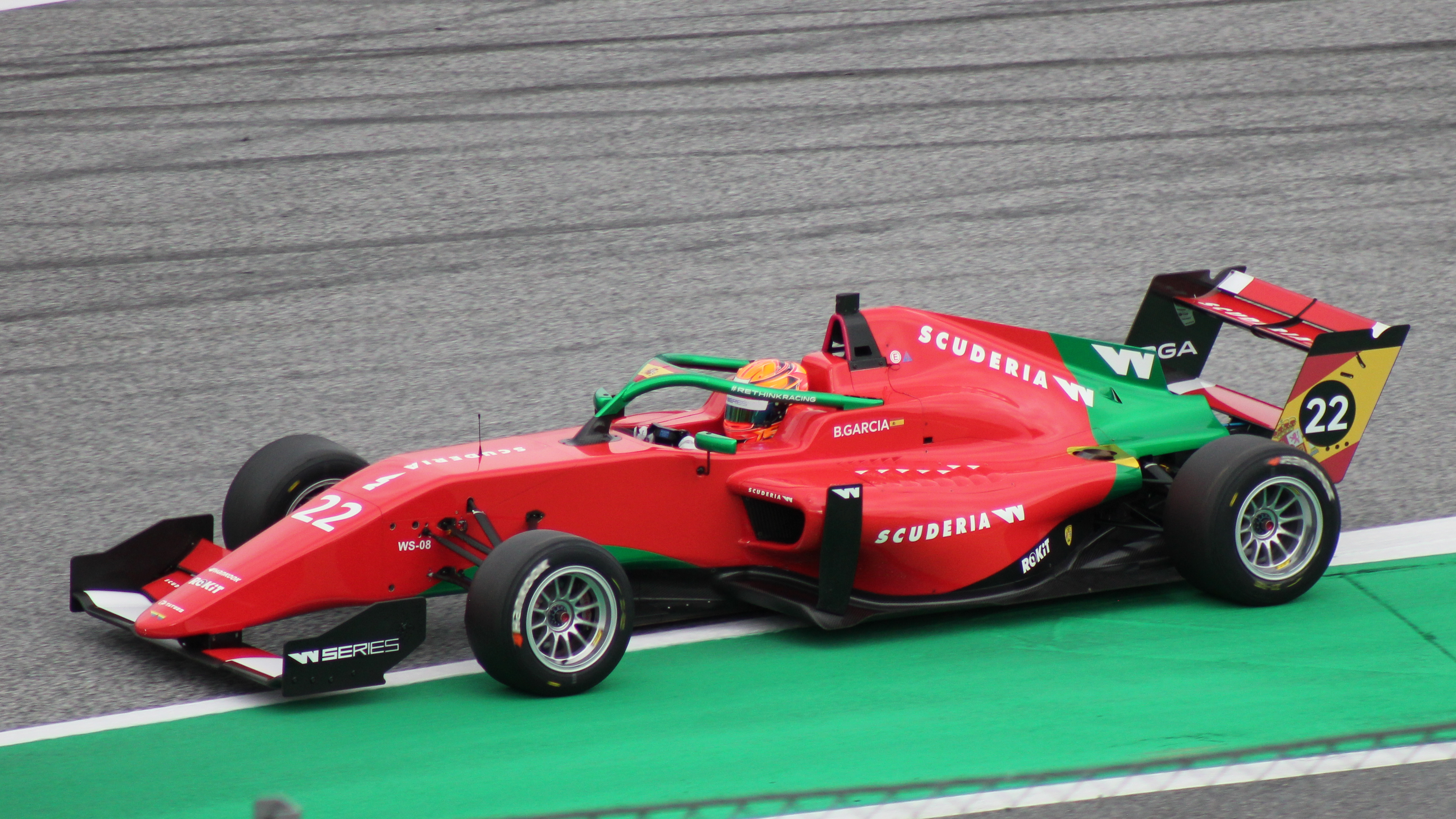
レッドブル・リンクで出走するガルシア（2021年）

2021年、「フォーミュラ・リージョナル・ヨーロピアン・チャンピオンシップ（英語版）」へG4・レーシングから数戦スポット参戦する。7月、「Wシリーズ」が開幕し開幕戦レッドブル・リンク予選では3番グリッドを獲得、レース1のスタートで9位まで順位を落とすが4位まで挽回しチェッカーを受けた。その後は大きなパフォーマンスを示すことができず28ポイントを獲得し、総合10位で初年度を終える。
2022年は、クアントフューリー・Wシリーズ・チームからエントリーする。チームメイトは同じスペイン人のネレア・マルティ。財政難でシーズンが中止されるまでの7戦中6戦で入賞する安定感を示した。第5戦（ポール・リカール・サーキット）では2位のチェッカーを受け自身初の表彰台を獲得した。ランキングではマルティ（7位・44ポイント）を上回る総合5位（58ポイント）でシーズンを終えた。

### 耐久レース
「Wシリーズ」が打ち切りになった後、ガルシアは耐久レースへ転向する。2022年10月、アルガルヴェで開催された「ル・マン・カップ（英語版）」最終戦へ出場する。LMP3クラスのエントリーでチームはCD・スポーツ、中国人ドライバーのフイリン・ハンがチームメイトとなった。赤旗中断の時間が長引き走行時間は20分にも満たず17位でレースを終える。ガルシアは今回の経験を「とても楽しかった」「またあのような車を運転するのが楽しみ」と語った。4週間後、「アルティメット・カップ・シリーズ」の最終戦（ポール・リカール）へエントリーする。グラフ（英語版）から出走し、自身2度目のLMP3クラスへ挑戦した。プラクティス1では新チャンピオンのルッカ・アレンに1秒以上の差をつけトップに立つなど、スタートからの速さを証明した。予選はトラブルの影響で、チームメイトのエリック・トゥイエとセバスチャン・ページと共に決勝10番グリッドからのスタートとなった。決勝レースは1時間を過ぎる頃にはトップに立っており、最終的に2位と76秒の差をつけ優勝を果たした。ガルシアはLMP3クラスでベテランドライバーのマット・ベルにコンマ1秒遅い2番目のファステストラップを記録した。
ガルシアはトゥイエ、ページと共にチームへ残留し、2023年の「アジアン・ル・マン・シリーズ」へ参戦。グラフからLMP3クラスのリジェ・JS P320で出走する。

## レース戦績

### 略歴
| 年   | シリーズ                                                               | チーム                                         | レース | 勝利 | PP | FL | 表彰台 | ポイント | 順位  |
| ---- | ---------------------------------------------------------------------- | ---------------------------------------------- | ------ | ---- | -- | -- | ------ | -------- | ----- |
| 2019 | F4・スペイン選手権（英語版）                                           | グローバル・レーシング・サービス               | 21     | 1    | 0  | 0  | 1      | 35       | 15位  |
| 2019 | FIA モータースポーツ・ゲームス・フォーミュラ4・カップ（英語版）        | チーム・スペイン                               | 1      | 0    | 0  | 0  | 0      | N/A      | 6位   |
| 2020 | カンペオナート・デ・エスパーニャ・デ・レシステンシア - GT              | NM・レーシング・チーム                         | 2      | 0    | 0  | 0  | 0      | 0        | NC†   |
| 2021 | Wシリーズ                                                              | スクーデリア・W                                | 8      | 0    | 0  | 0  | 0      | 28       | 10位  |
| 2021 | フォーミュラ・リージョナル・ヨーロピアン・チャンピオンシップ（英語版） | G4・レーシング                                 | 8      | 0    | 0  | 0  | 0      | 0        | 39位  |
| 2022 | Wシリーズ                                                              | クアントフューリー・Wシリーズ・チーム          | 7      | 0    | 0  | 0  | 1      | 58       | 5位   |
| 2022 | ル・マン・カップ - LMP3（英語版）                                      | CD・スポーツ                                   | 1      | 0    | 0  | 0  | 0      | 0        | 49位  |
| 2022 | アルティメット・カップ・シリーズ - Proto P3                            | グラフ（英語版）                               | 1      | 1    | 0  | 0  | 1      | 50       | 5位   |
| 2023 | アジアン・ル・マン・シリーズ - LMP3                                    | グラフ（英語版）                               | 4      | 0    | 0  | 0  | 0      | 14       | 11位  |
| 2023 | ル・マン・カップ - LMP3                                                | 360・レーシング                                | 6      | 0    | 0  | 0  | 0      | 30       | 10位  |
| 2023 | プロトタイプ・カップ・ドイツ                                           | ファン・オーメン・レーシング・バイ・データラボ | 2      | 0    | 0  | 0  | 1      | 26       | 20位  |
| 2024 | ヨーロピアン・ル・マン・シリーズ - LMP3                                | DKRエンジニアリング                            | 3      | 0    | 1  | 0  | 1      | 19*      | 10位* |

- † : ゲストドライバーとしての出走であるため、ポイントは加算されない。
- * : 現状の今シーズン順位。

### F4・スペイン選手権
| 年                | チーム                           | 1        | 2       | 3       | 4        | 5        | 6        | 7        | 8        | 9        | 10       | 11       | 12       | 13      | 14       | 15       | 16      | 17       | 18      | 19       | 20       | 21       | DC   | ポイント |
| ----------------- | -------------------------------- | -------- | ------- | ------- | -------- | -------- | -------- | -------- | -------- | -------- | -------- | -------- | -------- | ------- | -------- | -------- | ------- | -------- | ------- | -------- | -------- | -------- | ---- | -------- |
| 2019年 （英語版） | グローバル・レーシング・サービス | NAV 1 15 | NAV 2 1 | NAV 3 7 | LEC 1 10 | LEC 2 15 | LEC 3 13 | ALC 1 15 | ALC 2 13 | ALC 3 10 | VAL 1 14 | VAL 2 11 | VAL 3 10 | JER 1 8 | JER 2 12 | JER 3 10 | ALG 1 7 | ALG 2 13 | ALG 3 8 | CAT 1 18 | CAT 2 12 | CAT 3 14 | 15位 | 35       |

- 太字はポールポジション、斜字はファステストラップ。(key)

### FIA モータースポーツ・ゲームズ
| 年                | エントラント     | カップ                   | 予選 | 予選 レース | 決勝 レース |
| ----------------- | ---------------- | ------------------------ | ---- | ----------- | ----------- |
| 2019年 （英語版） | チーム・スペイン | フォーミュラ4 （英語版） | 12位 | 12位        | 6位         |

### フォーミュラ・リージョナル・ヨーロピアン・チャンピオンシップ
| 年                | チーム         | 1        | 2        | 3        | 4        | 5     | 6     | 7        | 8        | 9     | 10    | 11    | 12    | 13    | 14    | 15       | 16       | 17    | 18    | 19    | 20    | DC   | ポイント |
| ----------------- | -------------- | -------- | -------- | -------- | -------- | ----- | ----- | -------- | -------- | ----- | ----- | ----- | ----- | ----- | ----- | -------- | -------- | ----- | ----- | ----- | ----- | ---- | -------- |
| 2021年 （英語版） | G4・レーシング | IMO 1 23 | IMO 2 22 | CAT 1 27 | CAT 2 29 | MCO 1 | MCO 2 | LEC 1 30 | LEC 2 24 | ZAN 1 | ZAN 2 | SPA 1 | SPA 2 | RBR 1 | RBR 2 | VAL 1 29 | VAL 2 27 | MUG 1 | MUG 2 | MNZ 1 | MNZ 2 | 39位 | 0        |

- 太字はポールポジション、斜字はファステストラップ。(key)

### Wシリーズ
| 年     | チーム                                | 1     | 2     | 3       | 4     | 5      | 6      | 7      | 8     | DC   | ポイント |
| ------ | ------------------------------------- | ----- | ----- | ------- | ----- | ------ | ------ | ------ | ----- | ---- | -------- |
| 2021年 | スクーデリア・W                       | RBR 4 | RBR 9 | SIL 17† | HUN 8 | SPA 14 | ZAN 8  | COA 12 | COA 7 | 10位 | 28       |
| 2022年 | クアントフューリー・Wシリーズ・チーム | MIA 7 | MIA 4 | CAT 7   | SIL 8 | LEC 2  | HUN 13 | SIN 4  |       | 5位  | 58       |

- 太字はポールポジション、斜字はファステストラップ。(key)
- † : リタイアだが、90%以上の距離を走行したため規定により完走扱い。

### ル・マン・カップ
| 年                | エントラント    | シャシー        | エンジン                | クラス | 1      | 2      | 3        | 4        | 5     | 6     | 7      | ランク | ポイント |
| ----------------- | --------------- | --------------- | ----------------------- | ------ | ------ | ------ | -------- | -------- | ----- | ----- | ------ | ------ | -------- |
| 2022年 （英語版） | CD・スポーツ    | リジェ・JS P320 | ニッサン VK56DE 5.6L V8 | LMP3   | LEC    | IMO    | LMS      | LMS      | MNZ   | SPA   | ALG 17 | 49位   | 0        |
| 2023年 （英語版） | 360・レーシング | リジェ・JS P320 | ニッサン VK56DE 5.6L V8 | LMP3   | CAT 15 | IMO 17 | LMS 1 13 | LMS 2 13 | LEC 5 | SPA 5 | ALG 5  | 10位   | 30       |

- 太字はポールポジション、斜字はファステストラップ。(key)
- * : 現状の今シーズン順位。

### アジアン・ル・マン・シリーズ
| 年                | チーム                        | シャシー        | エンジン                | クラス | 1       | 2       | 3       | 4         | 順位 | ポイント |
| ----------------- | ----------------------------- | --------------- | ----------------------- | ------ | ------- | ------- | ------- | --------- | ---- | -------- |
| 2023年 （英語版） | グラフ・レーシング （英語版） | リジェ・JS P320 | ニッサン VK56DE 5.6L V8 | LMP3   | DUB 1 8 | DUB 2 8 | ABU 1 7 | ABU 2 Ret | 11位 | 14       |

- 太字はポールポジション、斜字はファステストラップ。(key)

### ヨーロピアン・ル・マン・シリーズ
| 年     | チーム                         | シャシー             | エンジン                | クラス | 1     | 2     | 3     | 4   | 5   | 6   | 順位  | ポイント |
| ------ | ------------------------------ | -------------------- | ----------------------- | ------ | ----- | ----- | ----- | --- | --- | --- | ----- | -------- |
| 2024年 | DKRエンジニアリング （英語版） | デュケーヌ・M30 D-08 | ニッサン VK56DE 5.6L V8 | LMP3   | CAT 5 | LEC 2 | IMO 6 | SPA | MUG | POR | 10位* | 19*      |

- 太字はポールポジション、斜字はファステストラップ。(key)